# Germandat de Sant Josep Obrer
La Germandat de Sant Josep Obrer és una de les confraries de l'Agrupació d'Associacions de Setmana Santa de Reus.
Creada l'any 1997, la 'Germandat de Sant Josep Obrer' acompanya, des de l'any 1998, el misteri de la ‘Primera Caiguda de Jesús' en la Processó Penitencial del Dimecres Sant i en la Processó del Sant Enterrament del Divendres Sant. El grup escultòric d’aquest misteri i els seus fanals, propietat de la Reial Congregació de la Puríssima Sang de Nostre Senyor Jesucrist de Reus (RCPSNSJ), van ser cedits a la Germandat de Sant Josep Obrer l'any 1998. A més, de l'exhibició i desfilada públiques durant la Setmana Santa reusenca, el grup escultòric en el seu conjunt resta al culte durant tot l'any, en espais propis, a la Parròquia de Sant Josep Obrer, del barri homònim de Reus. El pas és obra de l'escultor Joan Sotoca Montserrat. Vinculada originalment al gremi del Metall, va estar uns anys sense sortir i és per això que l'any 1997 va ser necessària la seva reparació, en mans del fill del mateix artista. L'any 2009 va ser restaurat a l'Escola d'Art de Tortosa, depenent de la Diputació de Tarragona.
L'any 2020 el pas de la ‘Primera Caiguda de Jesús' va restaurar els seus quatre fanals, els quals van ser forjats originalment pel mestre artesà reusenc de fama internacional Josep Barriach. La restauració, sufragada íntegrament per la Germandat de Sant Josep Obrer, consistí en la neteja, consolidació i reposició dels elements deteriorats al llarg dels anys, l'emprimació de resina epoxi, el ressanat del daurat i la nova il·luminació, entre altres actuacions. L'encarregat de dur a terme els treballs fou el restaurador Aleix Vall. El 2022 es produí una nova restauració del grup escultòric a mans de Misi Brunet.

## Reconeixements
El setembre de 2022 la Germandat de Sant Josep Obrer va rebre la Menció Honorífica de la ciutat, aprovada pel ple de l'Ajuntament de Reus el març d'aquest any. La menció se li atorgà en reconeixement de la seva trajectòria i continuada activitat social, en especial per la seva participació als actes de la Setmana Santa reusenca, que han esdevingut una manifestació del patrimoni cultural de la ciutat, i per commemorar enguany el 25è aniversari de la Germandat. A l'acte de recepció del guardó, Elisabet Borràs, la seva presidenta, va recordar els seus pares, que foren impulsors de la Germandat, i també a Estanis Figuerola, que s'havia implicat de manera especial a l'entitat i a la parròquia.